# Vagaria
Vagaria, biljni rod iz porodice zvanikovki, dio je tribusa Galantheae. Postoji svega dvije vrste, jedna u maroku i druga u Aziji od Libanona do Izraela, sve su lukovičasti geofiti.

## Vrste
1. Vagaria ollivieri Maire, Maroko
2. Vagaria parviflora (Desf. ex Redouté) Herb., Libanon, Sirija, Palestina